# Гроот, Иоганн Фридрих
Иога́нн Фри́дрих Гроо́т (Ива́н Фёдорович Гроо́т, Грот; нем. Johann Friedrich Grooth; 23 апреля 1717, Штутгарт, Герцогство Вюртемберг — 18 февраля 1801 или 18 февраля 1800, Санкт-Петербург) — русский художник-анималист немецкого происхождения. Представитель россики. Член большой художественной семьи немецких мастеров, работавших в России.
Младший брат Георга Кристофа Гроота (1716—1749), приехавший со старшим братом в 1741 году в Санкт-Петербург, был художником-анималистом, или, как его именовали в России, «зверописцем». В отличие от старшего брата («Маленького Гроота») его стали называть «Большим Гроотом» (Große Grooth). С 1765 года он академик и, с 1774 года, почётный вольный общник Императорской Академии художеств в Санкт-Петербурге.

## Биография
Иоганн Фридрих родился в 1717 году в Штутгарте, столице курфюршества Вюртемберг, в семье вюртембергского придворного живописца Иоганна Кристофа Гроота. Иоганн Фридрих учился живописи у отца и других мастеров в Людвигсбурге и Дрездене. С 1739 по 1740 год он жил и работал в Вене.
В 1741 году он вместе с братом по приглашению генерал-аншефа Левендаля, находившегося на русской службе, переехал в Ревель, через два года перебрался в Санкт-Петербург. В 1749 году, после смерти брата, Гроот был назначен «контрофагером», т. e. реставратором картин. Он провёл в России пятьдесят восемь лет и оказал заметное влияние на развитие русской живописи елизаветинского периода.
Императрица Елизавета Петровна, увлекавшаяся охотой, любила изображения охотничьих сцен, диких зверей и домашних животных. Она повелела Грооту написать серию картин для охотничьего домика «Монбижу» в Царском Селе. Гроот, и далее писавший подобные картины, пользовался расположением императрицы, часто пощещавшей его мастерскую. Художник получил должность гофмалера: придворного живописца (1749—1761). За картину «Орёл, терзающий тетерева» (1736) был принят в члены Академии художеств.
В 1765 году новоучреждённая императрицей Екатериной Второй Императорская Академия художеств по случаю инаугурации присвоила Грооту звание академика. Иоганн Фридрих Гроот преподавал в «живописном классе», затем, через год, стал советником, а в 1774 году — «почётным вольным общником». В Академии он был первым преподавателем живописи животных и имел много учеников, в том числе и М. М. Иванова. В 1775 году в «живописном классе» Гроота заменил его ученик, «зверописец» К. Ф. Кнаппе.
Коллекция картин, выполненных Гротом для павильона «Монбижу» в Царском Селе в 1765 году была передана (в числе сорок одной картины) в Академию художеств, где до начала XIX века составляла особую «Гротовскую галерею». В конце XIX века из этих картин в академическом музее имелась только одна («Битая дичь»); остальные исчезли. Однако, довольно много произведений Гроота до революции 1917 года хранилось в Гатчинском дворце, в Охотничьем домике в селе Ящеры и у частных владельцев. Ныне в санкт-петербургском Русском музее хранятся пять картин «зверописца» Гроота, среди которых: «Битая дичь», «Павлин» и «Птичий концерт».

## Галерея

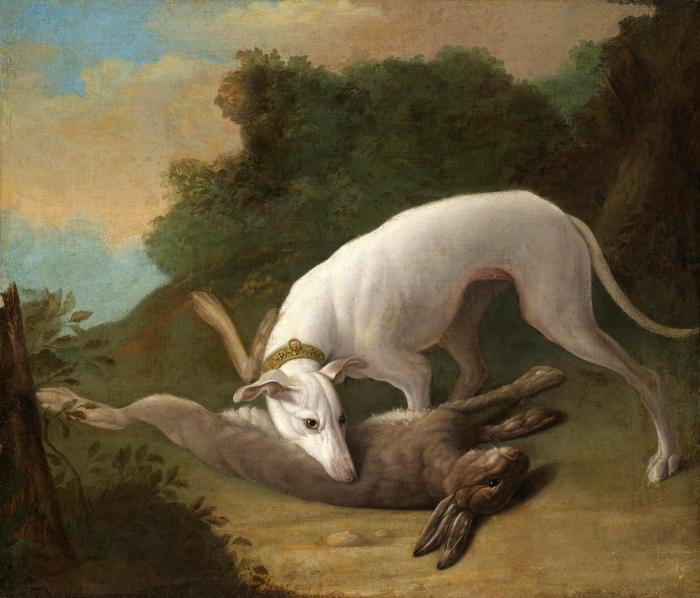
Борзая за игрой. Ок. 1755
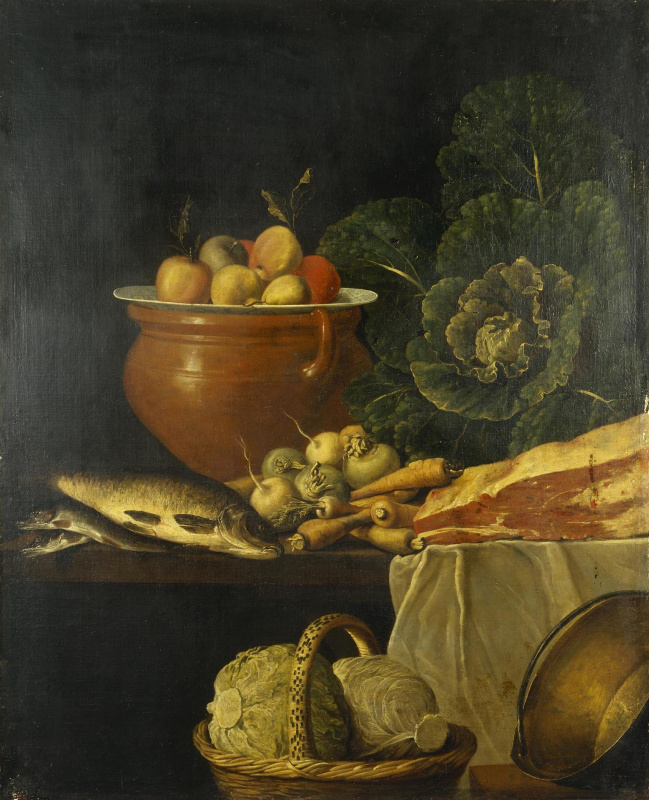
Натюрморт. Ок. 1760
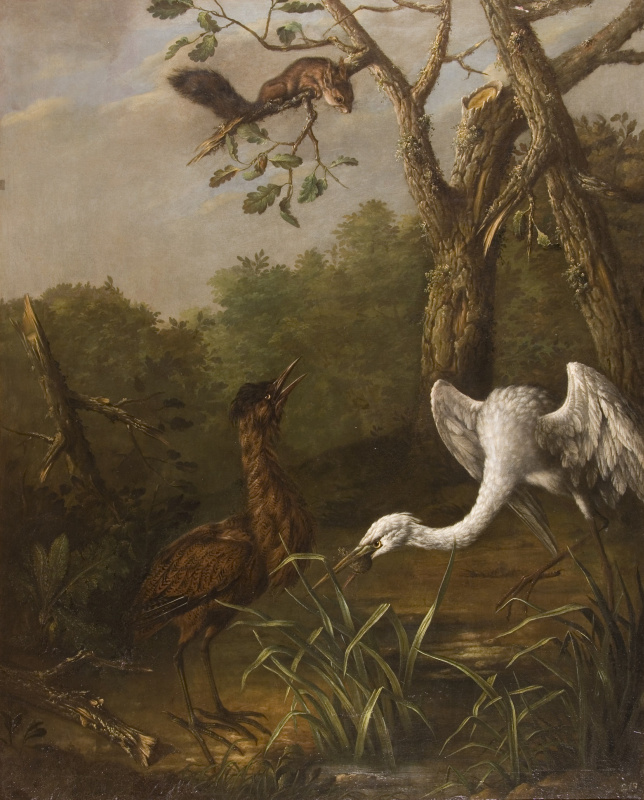
Уголок болота. 1759
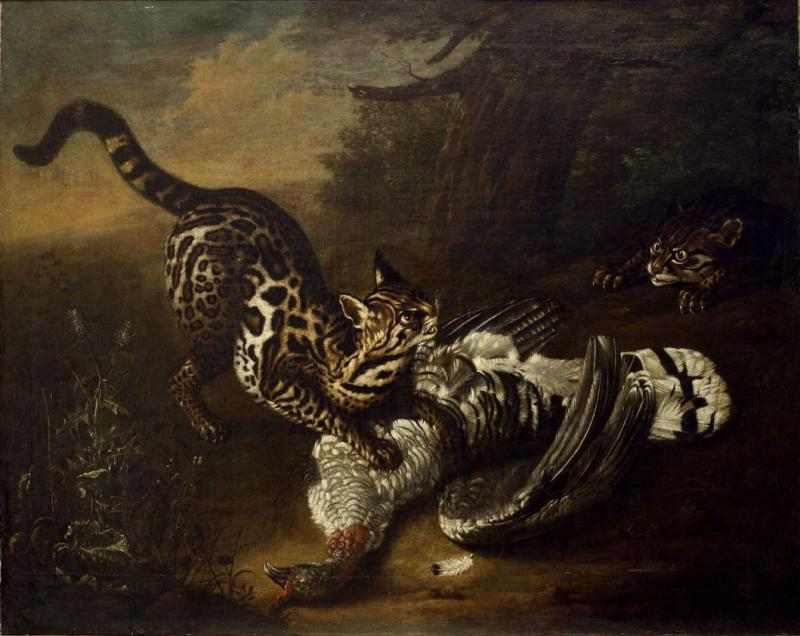
Дикие кошки. Ок. 1763
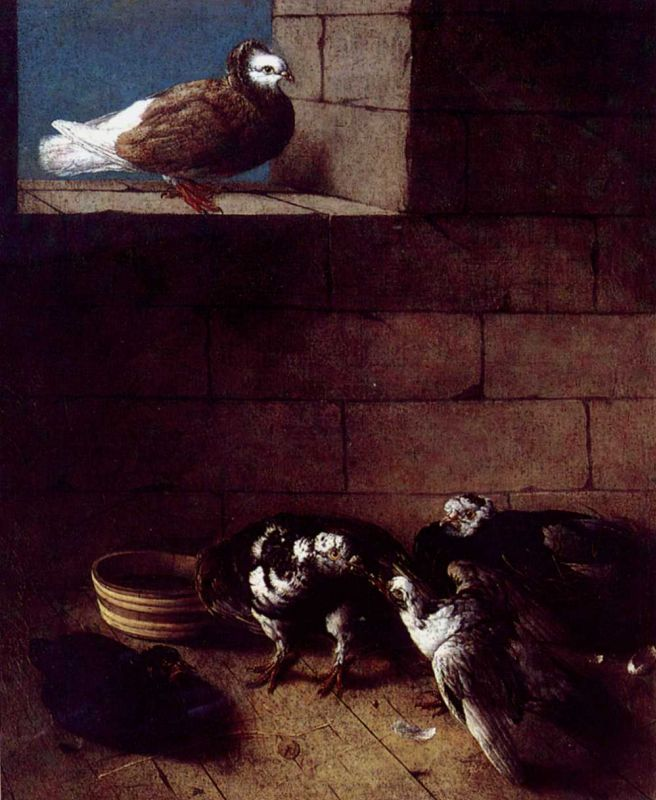
Голуби. 1772
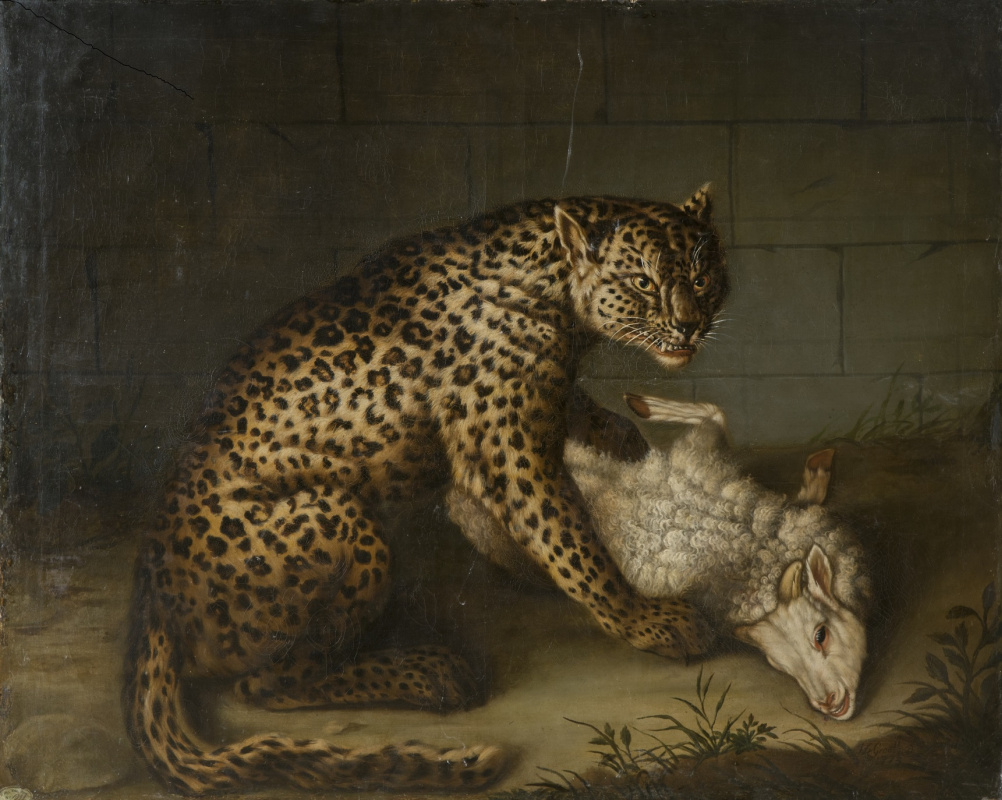
Леопард с ягнёнком. 1773
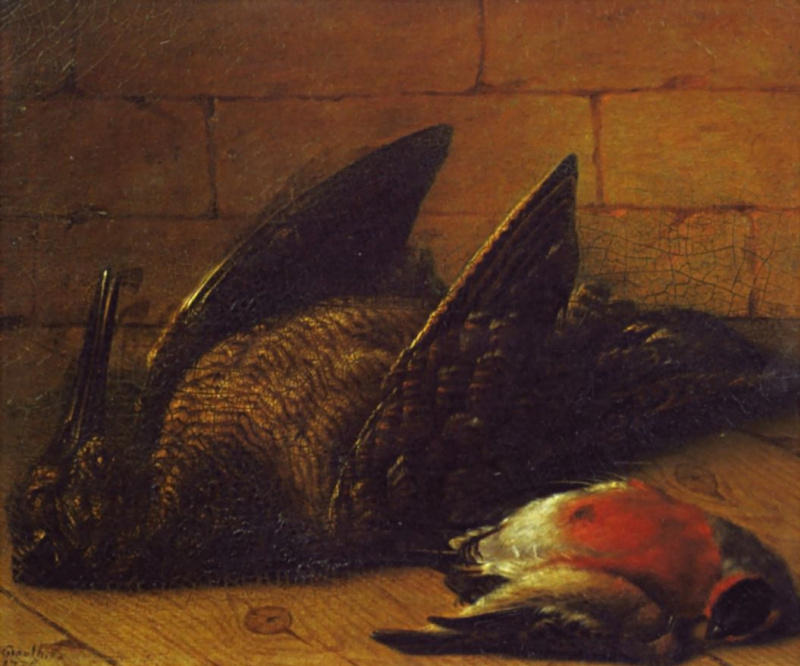
Битая птица. 1776
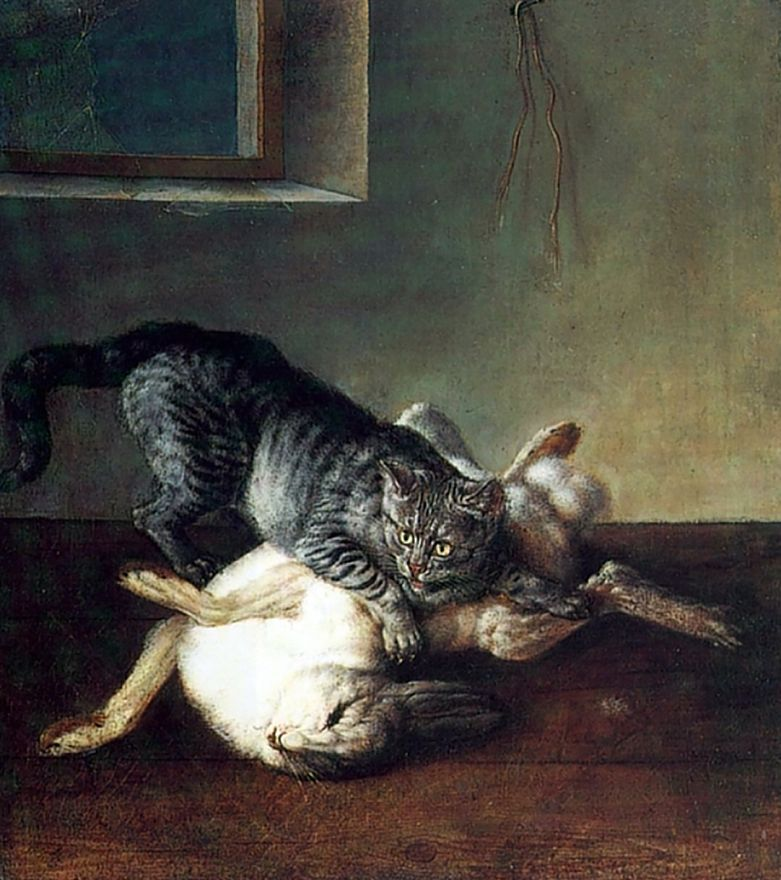
Кот и мёртвый заяц. 1777
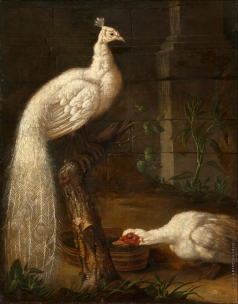
Гусь и белый павлин. 1786
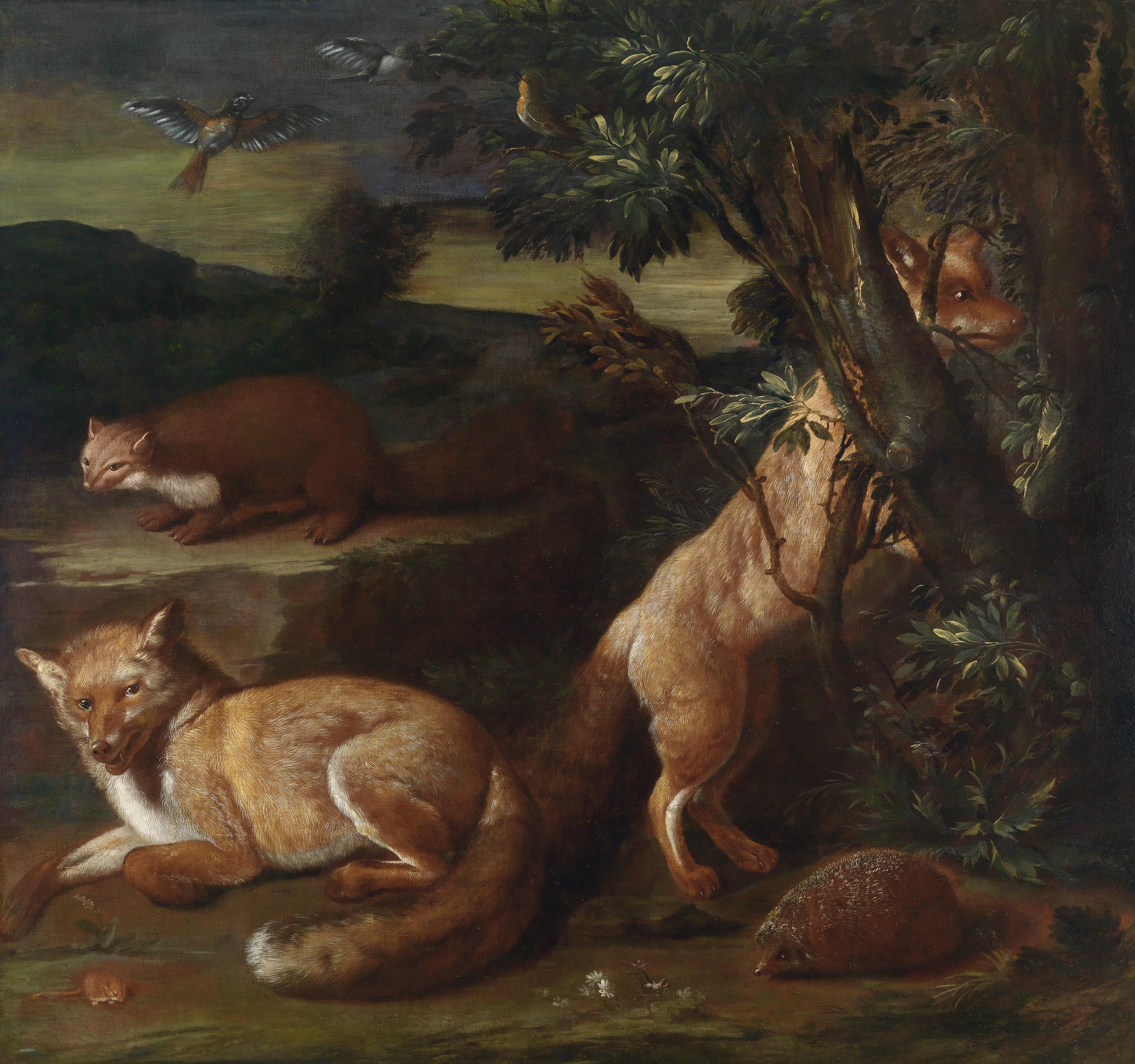
Ландшафт с дикими зверями. 1806 (атрибутируется)